# Erin (Tennessee)
Erin è un comune degli Stati Uniti d'America, situato nello Stato del Tennessee, nella Contea di Houston, della quale è il capoluogo.